# 沃羅比伊夫卡 (波隆涅區)
49°54′22″N 27°29′42″E / 49.90611°N 27.49500°E
沃羅比伊夫卡（烏克蘭語：Воробіївка）是位於烏克蘭西部赫梅利尼茨基州裏舍佩蒂夫卡區的村莊，始建於1615年，面積2.78平方公里，2001年人口676，人口密度每平方公里243.3人。